# Oameni și angrenaje
Oameni și angrenaje apare în 1951, reprezentând pentru Ernesto Sábato "expresia dezordonată a unui om al timpurilor noastre, obligat să reflecteze asupra haosului care-l înconjoară." În acest volum el analizează ideea de progres al umanității, de la momentul apariției sale și până în prezent, precum și perspectivele acesteia.
Eseul este structurat în patru părți:
- "Esența Renașterii". Pentru Sábato progresul rațiunii a început mai devreme de această epocă, consolidându-se în același timp cu puterea banului. Paradoxurile Renașterii sunt discutate în amănunt, în concluzie afirmându-se că această epocă a constituit "o deșteptare a omului profan, dar într-o lume profund transformată de gotic și creștin".
- "Universul abstract". Tema acestei părți este procesul de abstractizare continuă a gândirii (după Renaștere) și modul în care aceasta a lărgit sfera de acțiune a omului. Sabato reproșează însă științei dezumanizarea la care supune lumea.
- "Rebeliunea omului". Face o trecere în revistă a reacțiilor omenirii la dezumanizare: romantismul, marxismul, existențialismul.
- "Artele și literele în criză". Criza societății are ecouri și în domeniul artelor. Sábato discută în ultima parte despre romanul modern, suprarealism și comentează ideile lui Ortega y Gasset referitoare la dezumanizarea artei.

Deși în Oameni si angrenaje predomină o viziune sumbră, autorul nu își pierde speranța în capacitatea omului de a lupta pentru a se înălța deasupra condiției sale, oricât de mari ar fi piedicile care îi stau împotrivă.